# Aglaia cremea
Aglaia cremea är en tvåhjärtbladig växtart som beskrevs av Merrill & Perry. Aglaia cremea ingår i släktet Aglaia och familjen Meliaceae. Inga underarter finns listade i Catalogue of Life.